# Christophe Sévilla
Christophe Sévilla, né le 13 juin 1980, est un joueur de pétanque français. 

## Clubs
- ?-? : ES Massy (Essonne)
- ?-? : AB Chilly-Mazarin (Essonne)
- ?-? : Saint-Michel Sport (Hauts-de-Seine)
- ?-? : Pont-sur-Yonne (Yonne)
- ?-? : UBXV Paris (Paris)
- ?-? : AAS Fresnes (Val-de-Marne)
- ?-? : Breteuil (Eure)
- ?-? : Damville (Eure)
- ?-? : Star Master's Barbizon (Seine-et-Marne)

## Palmarès[1],[2]

### Séniors

#### Championnats de France
Champion de France
- Doublette 2010 (avec Jérémy Darodes)
- Tête à tête 2011
- Triplette 2011 (avec James Darodes et Jérémy Darodes)

### Records
- Record du Monde de tir de précision avec 67 points en 2011 à Mâcon et maintenant égalé par Diego Rizzi[3],[4].
- Exhibition tir : codétenteur du record du monde de tir des 1 000 boules en une heure le 10 mai 2011 à Dreux. Les tireurs : Stéphane Robineau (93 frappées), Damien Hureau (91), Philippe Quintais (94), Kévin Malbec (81), Christophe Sevilla (84), Philippe Suchaud (86), Julien Lamour (84), Michel Loy (83), Dylan Rocher (89) et Christian Fazzino (91). Soit 876 sur 1 000 en 53 minutes et 25 secondes.